# Mozilla Prism
Prism, è un'applicazione che semplifica la configurazione e l'integrazione del vecchio ma noto WebRunner, tramite XULRunner della Mozilla. A partire dal novembre 2010, Prism è elencato come progetto inattivo sul sito web Mozilla Labs.

## Caratteristiche
Consiste in un programma indipendente e un'estensione di Firefox, che integra totalmente l'applicazioni web con il desktop, permettendo alle applicazioni web di essere eseguite dal desktop ed essere configurate indipendentemente dal browser web predefinito che è Firefox, ma anche di non avere tutte le limitazioni di sicurezza (attivabili separatamente) dei browser in quanto è concepito per far funzionare le applicazioni RIA alla massima velocità, libertà e potenzialità come un vero e proprio programma comune.
Da notare che permette di utilizzare le estensioni di Firefox come veri programmi indipendenti come la calcolatrice, client-FTP e altro e inoltre permette d'usare tutte le potenzialità del XML-XUL. Fornisce inoltre tutta una completa libreria X-JavaScript e XML e API-Mozilla totalmente libere lato client.
È usato con applicazioni AJAX Google, come Gmail o Google Docs ma anche nei veri e propri programmi sviluppati con interfaccia WEB come contabilità, archiviazione dati, ecc.